# Roberto Andreotti
Roberto Andreotti (Castiglione delle Stiviere, 31 maggio 1908 – Parma, 25 dicembre 1989) è stato uno storico italiano.

## Biografia
Si laureò in lettere antiche nel 1929 presso l’Università di Bologna con una tesi su Costanzo Cloro. Dal 1930 al 1939 fu insegnante di storia e filosofia presso il Liceo classico Romagnosi di Parma. Nel 1934 conseguì la libera docenza in Storia antica. 
Dal maggio 1940 al 1965 fu docente di storia romana e storia greca presso l'Università di Torino. In seguito fu docente di storia romana e civiltà greca presso la facoltà di Magistero dell'Università di Parma. Il 19 marzo 1984, con decreto del Presidente della Repubblica, fu nominato professore emerito.
Roberto Andreotti fu segretario (1949-1955) e poi presidente (1956-1963) della Deputazione di Storia Patria per le Province Parmensi.

## Opere
- Per una critica sull'imperatore Giuliano, Vallecchi, Firenze, 1931
- La politica religiosa di Costantino, 1933
- Il problema politico di Alessandro Magno, 1933
- Sull'origine della patronomia spartana, 1935
- Il Regno dell’imperatore Giuliano, 1936
- La conquista romana dell'Agro Emiliano, ed. Fresching, Parma, 1937
- Le origini della marina spartana, 1937-1938
- Cajo Mario, 1940
- Profilo storico del mondo mediterraneo prima della conquista romana, 1948
- Storici e Archivistici nella Deputazione Parmense, 1952
- Alessandro Magno, 1956
- L'Atene di Tucidide, 1957
- L'Impero romano (estratto dalla Storia Universale diretta da Ernesto Pontieri), Vallardi, Milano, 1959